# Jean-Joseph Delplancq
Jean-Joseph Delplancq (Thieu, 31 gennaio 1767 – Tournai, 27 luglio 1834) è stato un vescovo cattolico belga.

## Biografia
Parroco di Hannut, dopo il concordato del 1827 tra i Paesi Bassi e la Santa Sede fu scelto come vescovo di Liegi, ma Guglielmo I preferì proporlo per la sede di Tournai, vacante dal 1819. Fu consacrato a Namur.
Fondò il seminario maggiore di Tournai e il seminario minore di Bonne-Espérance.
Nel 1834 partecipò alla fondazione dell'Università cattolica di Lovanio.

## Genealogia episcopale e successione apostolica
La genealogia episcopale è:
- Vescovo Johannes Wolfgang von Bodman
- Vescovo Marquard Rudolf von Rodt
- Vescovo Alessandro Sigismondo di Palatinato-Neuburg
- Vescovo Johann Jakob von Mayr
- Vescovo Giuseppe Ignazio Filippo d'Assia-Darmstadt
- Arcivescovo Clemente Venceslao di Sassonia
- Arcivescovo Massimiliano d'Asburgo-Lorena
- Vescovo Kaspar Max Droste zu Vischering
- Vescovo Joseph Louis Aloise von Hommer
- Vescovo Nicolas-Alexis Ondernard
- Vescovo Jean-Joseph Delplancq

La successione apostolica è:
- Vescovo Jean-François Van de Velde (1829)
- Cardinale Engelbert Sterckx (1832)